# Acetatifactor
Acetatifactor es un género de bacterias grampositivas de la familia Lachnospiraceae. Actualmente (2022) sólo existe una especie: Acetatifactor muris. Fue descrito en el año 2013. Su etimología hace referencia al acetato y a ratón. Es anaerobia estricta, inmóvil, en forma de bacilo, con un tamaño de 1 μm de ancho por 2-5 μm de largo. Temperatura de crecimiento óptima entre 30-37 °C. Forma colonias traslúcidas en agar CT tras 6 días. Produce acetato y butirato en una ratio de 3:1. Se ha aislado del intestino de un ratón obeso. 